# Narumi Kakinouchi
Narumi Kakinouchi (jap. 垣野内 成美, Kakinouchi Narumi, verheiratete Narumi Hirano, 平野 成美; * 21. März 1962 in Osaka) ist eine japanische Manga-Zeichnerin und Animatorin, die vor allem durch Vampire Miyu bekannt wurde.

## Leben
Eigentlich wollte sie gar keine Mangaka werden, vielmehr interessierte sie der Bereich der Anime. 1980 hatte sie ihr Debüt als Animationszeichnerin bei der Serie Densetsu Kyojin Ideon. Beim 1984 erschienenen Film Chōjikū Yōsai Macross: Ai, Oboete Imasu ka war sie als Assistentin der Animationsleitung tätig, zu der ihr Mann Toshihiro Hirano gehörte, sowie ab 1985 häufig mit ihrem Mann zusammenarbeitend als Animationsleiterin, wie bei Megazone 23. 1990 hatte bei Ryokunohara Labyrinth – Sparkling Phantom neben dem Character Design und den Storyboards ihr bisher einziges Intermezzo als Regisseurin.
1988 begann sie mit ihrem Mann Toshihiro Hirano die Arbeit an einer OVA, für die sie erstmals das Charakterdesign und die Storyboards von Vampire Princess Miyu entwarf. Das faszinierte sie so sehr, dass sie parallel dazu auch den Manga zeichnete. Danach zeichnete sie noch weitere Manga, unter anderem mehrere Fortsetzungen zu ihrem melancholischen Vampir-Manga Vampire Miyu. Ihre Manga erscheinen sowohl in Shōjo- als auch Seinen-Magazinen. Momentan beschäftigt sie sich neben dem Manga-Zeichnen mit dem Design von Computerspiel-Figuren sowie mit dem Zeichnen von Covern und Illustrationen für Bücher.
2014 begann sie wieder im Anime-Bereich zu arbeiten, beispielsweise als Animationsleiterin einzelner Folgen von To Aru Hikūshi e no Koiuta, Date A Live II, Aldnoah.Zero, Psycho-Pass 2, Shirogane no Ishi Argevollen oder Shinmai Maō no Testament.

## Werke
- Vampire Miyu (吸血姫美夕, Vampaia Miyu; 1989–2001, 10 Bände), kapitelweise ab 1988 veröffentlicht
- Mermaid Trip (マーメイドトリップ, Māmeido Torippu; 1989, 1 Band)
- Vampire Yui (吸血姫夕維, Vampaia Yui; 1990–1996, 5 Bände)
- Code Name wa Charmer (コードネームはＣＨＡＲＭＥＲ; 1990–1994, 4 Bände)
- Shin Vampire Miyu (新・吸血姫美夕, Shin Vampaia Miyu; 1992–1994, 5 Bände)
- Moon Princess (1992–1993, 2000, 3 Bände)
- Gogo Sanji no Mahō (午後３時の魔法; 1994–1999, 4 Bände)
- Le Masque (マスク, Masuku; 1994, 2 Bände)
- Mengensō (面幻想; 1994, 1 Band)
- Utahime Fight! (歌姫Fight!; 1996, 1 Band)
- Dahlia the Vampire (ダリアザヴァンパイア, Daria za Vampaia; 1996, 2004, 2 Bände)
- The Wanderer (ザ・ワンダラー, Za Wandarā; 1997, 3 Bände)
- Koi Suiren (恋水蓮; 1997–2002, 4 Bände)
- Kung-Fu-Girl Juline (格闘小娘ＪＵＬＩＮＥ, Kakutō Komusume Juline; 1997–1999, 5 Bände)
- Lin 3 (2000–2001, 5 Bände)
- Vampire Yui – Kanon Shō (吸血姫夕維-香音抄-, Vampaia Yui – Kanon Shō; 2002–2005, 8 Bände)
- New Lin 3 (新・風雲三姉妹特LIN; 2002–2003, 4 Bände)
- Yakushiji Ryōko no Kaiki Jikenbo (薬師寺涼子の怪奇事件簿; 2004–2008, 12 Bände)
- Black Jack M – Dracula ni Sasagu (2005)
- China Blue Jasmine (チャイナ・ブルーJASMINE, Chaina Buruu JASMINE; 2005, 1 Band)
- Ruby Blood (ルビー・ブラッド, Rubī Buraddo; 2005, 1 Band)
- Wraith Sweeper (レイスイーパー, Reisuībā; 2007, 2 Bände)
- Wraith Sweeper Cross (レイスイーパーCROSS, Reisuībā Cross; 2008–2009, 7 Bände)
- Vampire Princess (吸血姫 ヴァンパイア・プリンセス; 2009–2012, 5 Bände)
- Fairy Jewel (2011–2012, 2 Bände)
- Vampire Yui Saishûshō (吸血姫夕維・最終章, Vampaia Yui Saishûshō;  2017–2018, 2 Bände)
- Vampire Miyu Saku (吸血姫美夕朔, Vampaia Miyu Saku; ab 2017, bisher 4 Bände)